# Tragédie de Steglitz
 (avril 2012).
Si vous disposez d'ouvrages ou d'articles de référence ou si vous connaissez des sites web de qualité traitant du thème abordé ici, merci de compléter l'article en donnant les références utiles à sa vérifiabilité et en les liant à la section « Notes et références ».
La tragédie des étudiants de Steglitz s'est déroulée le 28 juin 1927 dans le quartier Steglitz de Berlin.
Paul Krantz et Günther Scheller ont créé un « club de suicide », un pacte visant à tuer les personnes qu'ils aimaient mais qui les avaient fait souffrir. Günther devait tuer Hans, Paul devait tuer Günther, puis Hilde la sœur de Günther et enfin se tuer lui-même. 
Paul n'a pas respecté le plan, Hans est bien mort, et Günther s'est suicidé. La police s'est rendue dans l'appartement des Scheller rue Albrecht 72c, découvrant le corps de Hans et Günther. 
Paul Krantz a été jugé plus tard pour possession illégale d'arme et homicide involontaire. La cour de Justice du district de Berlin-Moabit l'a jugé coupable le 20 février 1928 seulement de la possession illégale d'armes à feu. Paul a été condamné à trois semaines de prison. Magnus Hirschfeld a déclaré en tant qu'expert durant l'audience que les défendants n'étaient pas assez matures et qu'il fallait s'attarder sur l'état de la jeunesse d'aujourd'hui. 
Paul Krantz dévoile une partie de l'histoire en 1931 sous le pseudonyme d'Ernst Erich Noth, dans son roman nommé Die Mietkaserne (« la caserne »). Le livre a été interdit en 1932 durant la mise en place du régime nazi. Il s'est exilé ensuite aux États-Unis. 
Le drame a été repris par des auteurs et des réalisateurs, comme le film Parfum d'absinthe de 2004 d'Achim von Borries, le roman d'Arno Meyer zu Küngdorf Le Club du suicide, mais aussi un film de Carl Boese en 1929 et un autre par Max Nosseck en 1960. 
Les sources, dont certains articles de journaux allemands, divergent légèrement sur des détails de l'histoire, tel un lieu, un âge ou une profession.